# Titidius rubrosignatus
Espèce
Synonymes
- Tmarus rubrosignatus Keyserling, 1880

Titidius rubrosignatus est une espèce d'araignées aranéomorphes de la famille des Thomisidae.

## Distribution
Cette espèce est endémique du Brésil.

## Description
La femelle holotype mesure 3,7 mm.

## Publication originale
- Keyserling, 1880 : Die Spinnen Amerikas, I. Laterigradae. Nürnberg, vol. 1, p. 1-283 (texte intégral).